# 根岸町 (横手市)
根岸町（ねぎしちょう）は、秋田県横手市の町丁。郵便番号は013-0016。人口は359人、世帯数は59世帯（2020年10月1日現在）。丁目の設定のない単独町名で、全域で住居表示を実施している。旧横手市上根岸町・下根岸町・根岸下丁・上野台町の各一部に相当する。

## 地理
横手地域の中央部に位置し、東で城山町、西で本町・大町、南で羽黒町、北で城西町と隣接する。町の西境を横手川が北流し、南境を西流する清水沢川（滝の沢）が流入する。なお、横手川沿いにはサクラとケヤキの並木道が整備されている。横手公園の西側に当たり、かつて横手城の大手筋であった通称「七曲坂」と呼ばれる曲折した石段の公園へ至る道がある。おおよそ住宅が広がっているが、市立横手病院や横手興生病院、横手城南高等学校などが所在する。
全域が都市計画区域に含まれるが、区域区分非設定区域となっている。都市計画法上の用途地域では、横手川沿い（都市計画道路・八幡根岸線沿線）が第一種住居地域に、山沿いが第一種低層住居専用地域に、横手城南高等学校の敷地が第一種中高層住居専用地域に指定されている。
- 河川：横手川

## 歴史
横手川右岸の朝倉山（通称・お城山）に位置した横手城の城下町として栄えた地域で、現在も横手市の中心市街地の一角を成している。現在の根岸町は横手川の左岸、武士が住む「内町」に当たる地域で、江戸時代頃から城下町として形成されていった。この内町において、横手川に沿って上流側の右岸山沿いの地域を「上内町」、羽州街道の蛇の崎橋より下流側の地域を「下内町」と総称する中で、根岸町はその中間に位置していた。
横手城の大手門につながる正面入口はこの根岸町（下根岸町）にあり、本丸までの高低差は46.4mほどあった。大手筋は「七曲坂」と呼ばれる曲折した階段で、横手公園として城跡が整備された今でも現存する。この七曲坂の入口は、足軽番所や馬繋ぎ、腰掛けなどがある広場となっていた。

### 沿革
- 1911年（明治44年）5月 - 横手尋常高等小学校（後の横手南小学校）から分離して発足した横手女子尋常高等小学校（後の初代横手北小学校）の独立校舎が竣工[16]。
- 1913年（大正2年）4月9日 - 横手町立実科髙等女學校（現在の秋田県立横手城南高等学校）が横手女子尋常高等小に併設する形で開校[17]。
- 1954年（昭和29年）9月 - 横手興生病院が、根岸町8番21号に開院[18]。
- 1957年（昭和32年）1月 - 横手市立図書館が、前郷二番町から根岸町7番32号の営林署跡へ移転[19]
- 1960年（昭和35年）
  - 1月25日 - 横手北小学校が横手公園に近接する高台（現在横手城南高校の校舎がある場所）へ移転[16]。
  - 7日 - 公立横手病院が、根岸町5番31号（現在地、横手北小跡地）に移転[20]。
- 1962年（昭和37年）4月2日 - 横手市立図書館が、城西町へ移転[21]。
- 1997年（平成9年）3月31日 - 横手北小学校が閉校。
- 1999年（平成11年）1月13日 - 横手城南高等学校が、現在地（横手北小学校の跡地）へ移転[17]。
- 2005年（平成17年）10月1日 - 町名の読み方が「ねぎしまち」から「ねぎしちょう」へ変更[22]。

#### 町名の変遷
住居表示に関する法律が施行された1962年5月10日以降、旧横手市内においても住居表示が進み、1965年より第一次から第五次にかけて実施された。本地域は第一次地区として1965年4月1日に実施され、現行の根岸町はここで誕生した。
| 実施後 | 実施年月日     | 実施前                            | 備考 |
| ------ | -------------- | --------------------------------- | ---- |
| 根岸町 | 昭和40年4月1日 | 上根岸町（一部） かみねぎしまち   |      |
| 根岸町 | 昭和40年4月1日 | 下根岸町（一部） しもねぎしまち   |      |
| 根岸町 | 昭和40年4月1日 | 根岸下丁（一部） ねぎししもちょう |      |
| 根岸町 | 昭和40年4月1日 | 上野台町（一部） こうずけだいまち |      |

## 世帯数と人口
2020年（令和2年）10月1日現在の世帯数と人口は以下の通りである。
| 丁目   | 世帯数 | 人口  |
| ------ | ------ | ----- |
| 根岸町 | 59世帯 | 359人 |

### 人口・世帯数の推移
以下は国勢調査による1995年（平成7年）以降の人口の推移。
| 年                 | 人口 |
| ------------------ | ---- |
| 1995年（平成7年）  | 682  |
| 2000年（平成12年） | 643  |
| 2005年（平成17年） | 563  |
| 2010年（平成22年） | 527  |
| 2015年（平成27年） | 433  |
| 2020年（令和2年）  | 359  |

以下は国勢調査による1995年（平成7年）以降の世帯数の推移。
| 年                 | 世帯数 |
| ------------------ | ------ |
| 1995年（平成7年）  | 121    |
| 2000年（平成12年） | 109    |
| 2005年（平成17年） | 77     |
| 2010年（平成22年） | 79     |
| 2015年（平成27年） | 72     |
| 2020年（令和2年）  | 62     |

## 小・中学校の学区
市立小・中学校に通う場合、学区（校区）は以下の通りとなる。
| 番地 | 小学校               | 中学校               |
| ---- | -------------------- | -------------------- |
| 全域 | 横手市立横手南小学校 | 横手市立横手南中学校 |

## 交通

### 鉄道
町内に駅はない。最寄り駅は■奥羽本線、■北上線の横手駅。

### バス
羽後交通
- 横手病院前（上台線）

横手市循環バス
- 横手病院前

### 道路
町内に主要な道路は通っていない。

## 施設

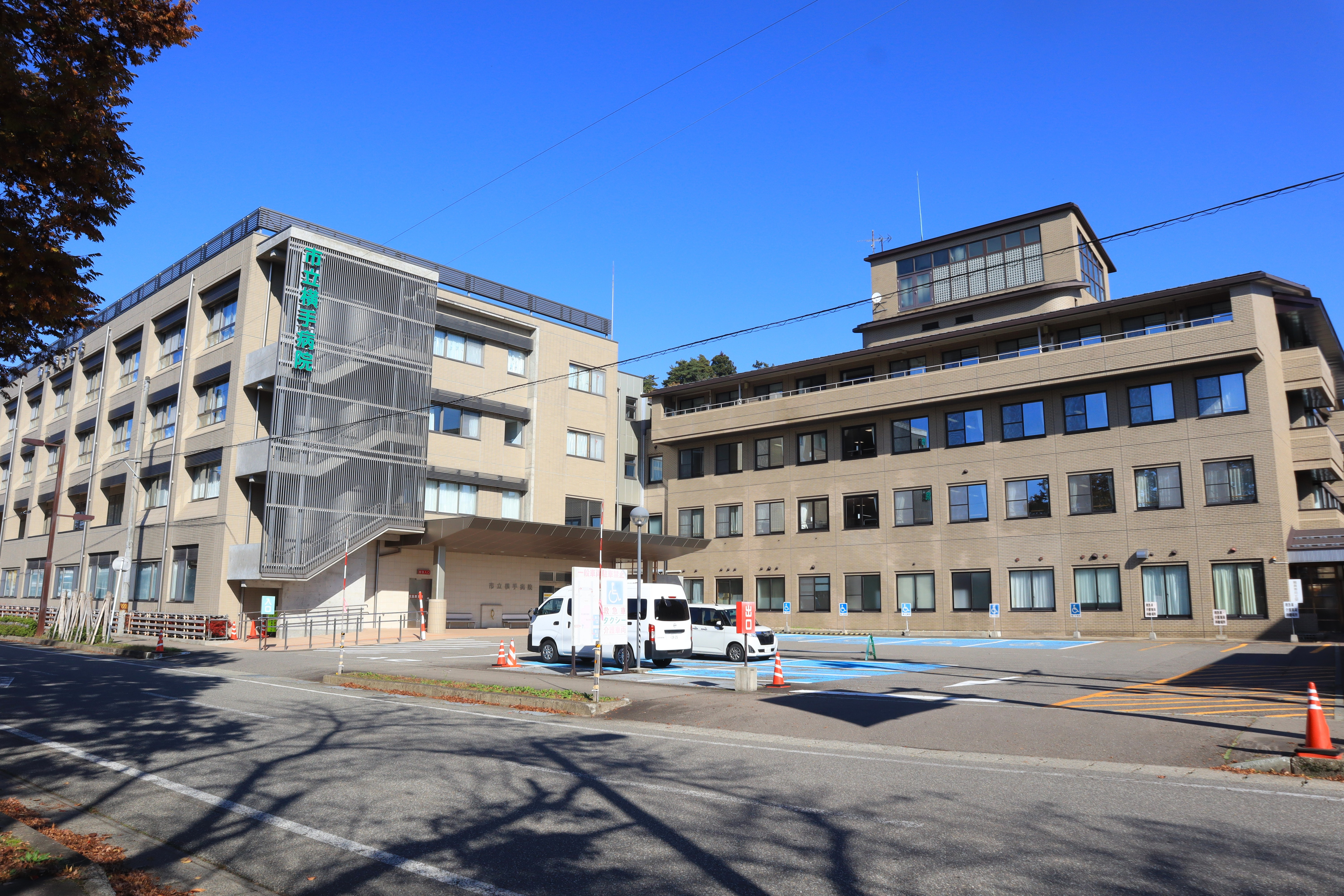
市立横手病院
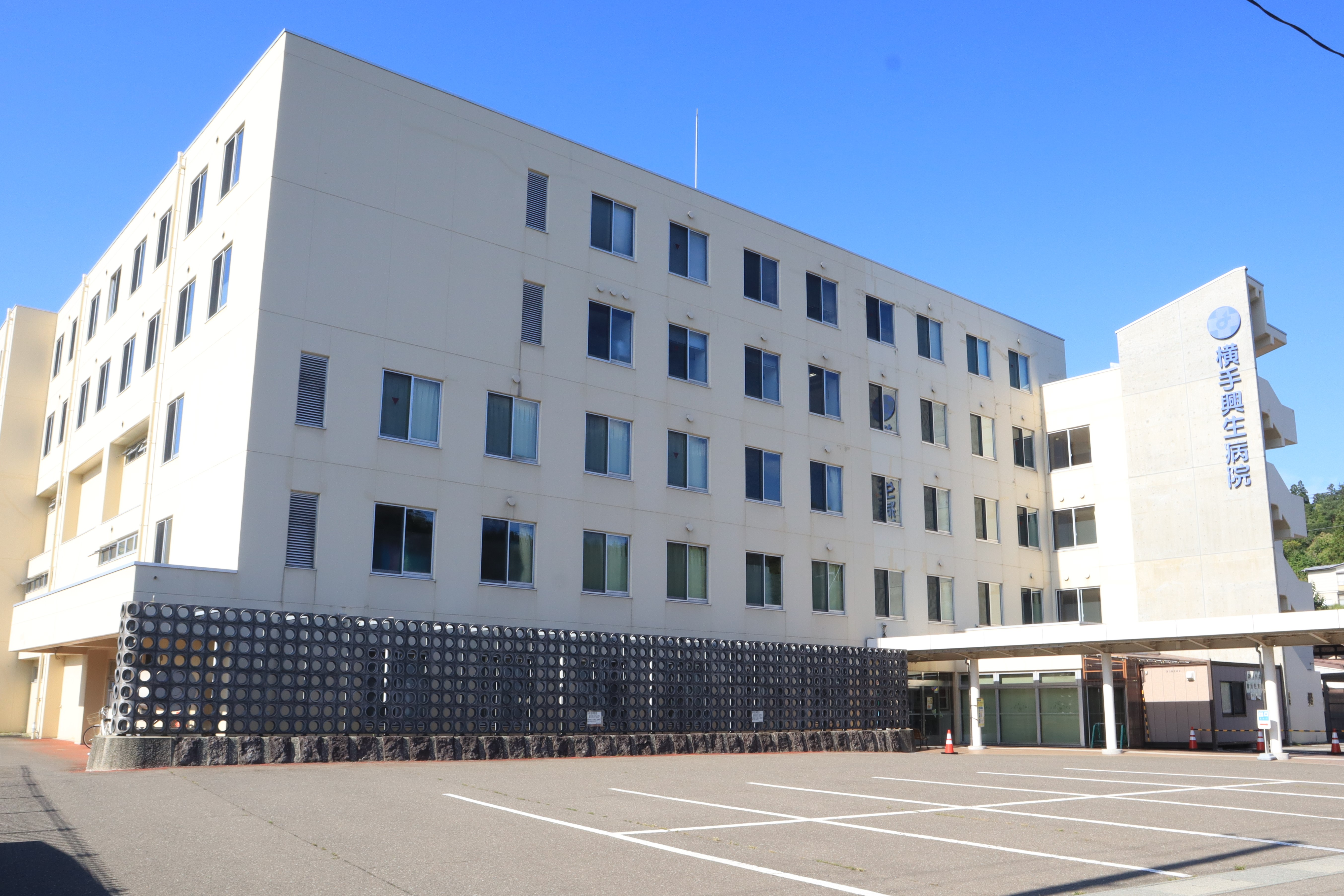
横手興生病院
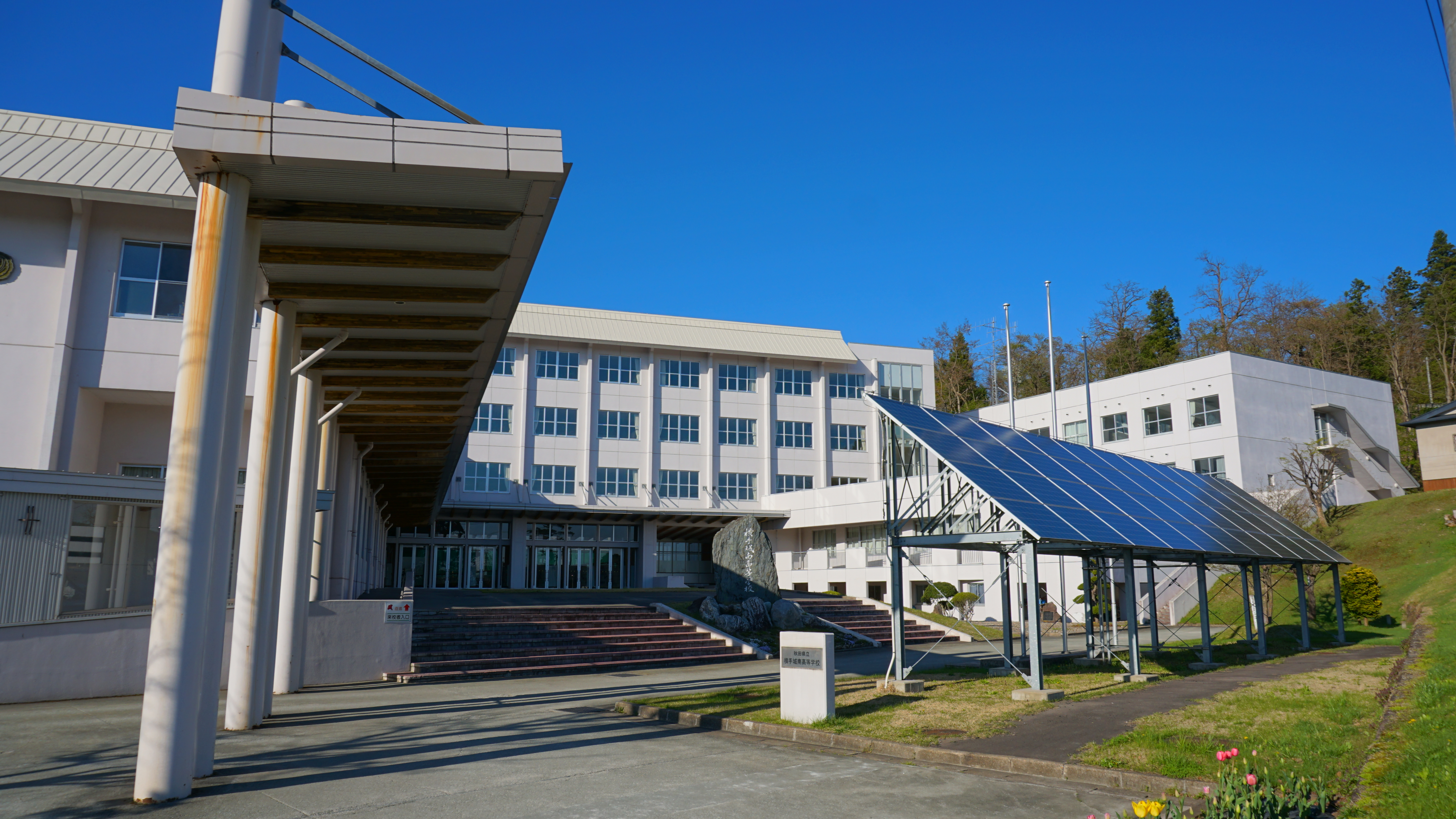
秋田県立横手城南高等学校

- 市立横手病院
- 横手興生病院
- 秋田県立横手城南高等学校